# Виане, Альберто
Альберто Виани (итал. Alberto Viani; 23 июня 1906 или 26 марта 1906, Куистелло, Ломбардия — 10 октября 1989, Местре) — итальянский скульптор. Один из создателей нового фронта искусств.

## Биография
Образование получил в Венецианской академии изящных искусств под наставничеством скульптора Артуро Мартини. Личный творческий путь привел его в «крупные формы», наибольшей известностью обладают его женские бюсты. Являлся другом Эмилио Ведова и Серджио Беттини, был долгое время близок к идеям спациализма, но в данном направлении не работал.
В 1962 году принял участие, вместе с наиболее известными мировыми скульпторами эпохи, в выставке «Скульптуры в городе», прошедшей в рамках V Фестиваля «Двух Миров» в Сполето. На выставке выставлялась работа в бронзе под названием «Скульптура», выполненная в 1958 году.
В 1983 году был удостоен Премии Фельтринелли.